# مغزرة إلنبيكية
مغزرة إلنبيكية (الاسم العلمي:Polygala ellenbeckii) هي نوع من النباتات تتبع جنس المغزرة من الفصيلة المغزرية.